# Дороті Пітман Г'юз
Дороті Пітман Г'юз (англ. Dorothy Pitman Hughes; 2 жовтня 1938, Лампкін, Джорджія — 1 грудня 2022, Тампа, Флорида) — американська феміністка другої хвилі, активістка захисту дітей, афроамериканська активістка, ораторка, письменниця, новаторка афроамериканського малого бізнесу. Співзасновниця журналу Ms., першого в США притулку для жінок, соратниця Глорії Стайнем.

## Життєпис
Дороті Пітман Г'юз народилася у 1938 році в Лампкіні, штат Джорджія. Коли Дороті було десять років, її батька побили і залишили мертвим на порозі будинку її сім'ї; родина вважає, що це злочин, скоєний членами Ку-клукс-клану. Г'юз ще у дитинстві вирішила присвятити життя поліпшенню життєвих обставин через активізм.
Мати трьох дочок і тітка акторки Габурі Сідібе.

## Діяльність

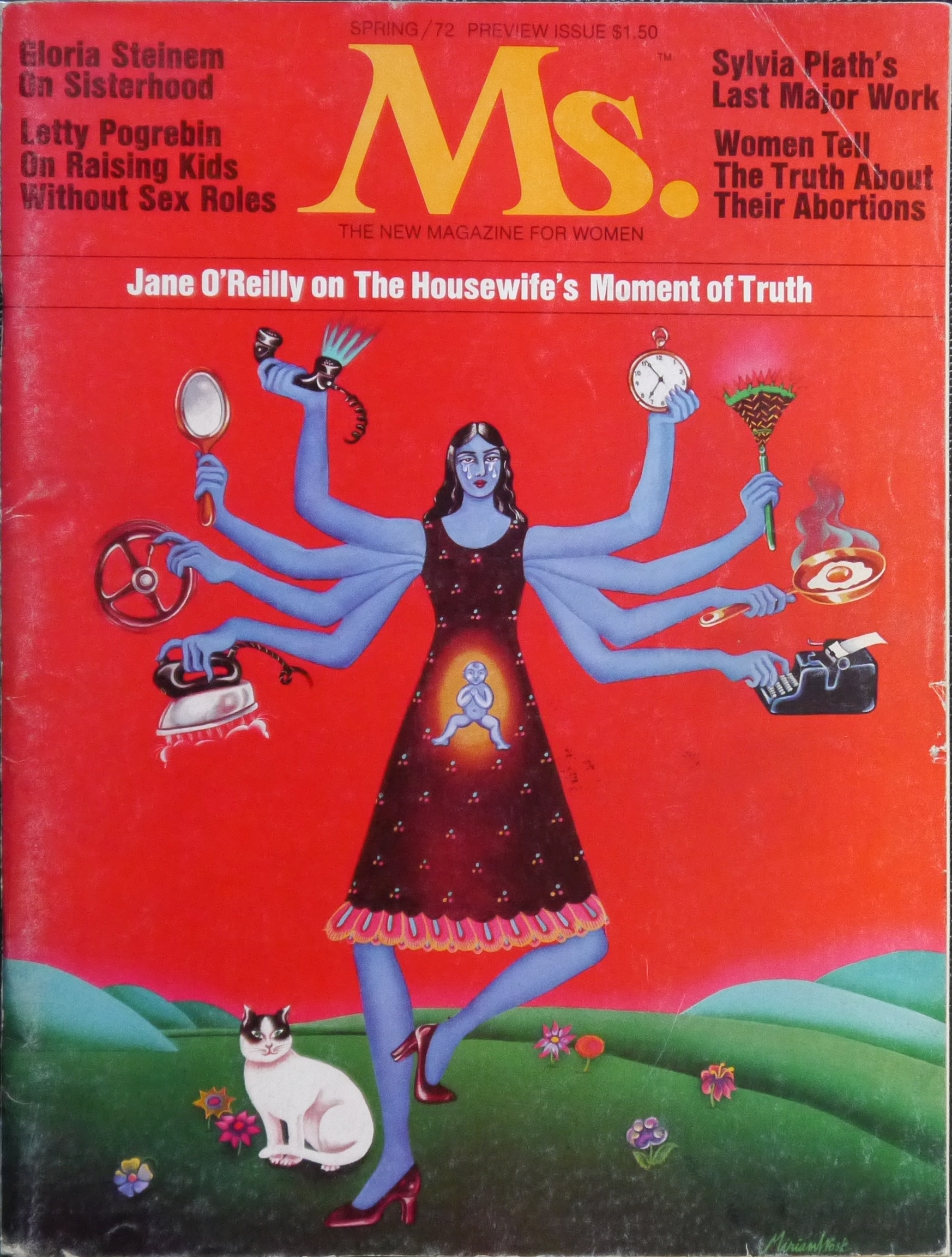
Пітмен Г'юз є співзасновницею журналу Ms. (перша обкладинка журналу)

Пітмен Г'юз переїхала з Джорджії до Нью-Йорка в 1957 році. Протягом 1960-х у Нью-Йорку працювала продавчинею, прибиральницею та співачкою у нічному клубі. Почала громадську активність зі збирання грошових коштів на заставу протестувальників за громадянські права.
Наприкінці 1960-х, потребуючи догляду за власними дітьми (до 1970 року мала тьох дочок) Пітман Г'юз організувала мультирасовий кооперативний денний центр на Вест-Сайді з догляду за дітьми, який в своїй статті описала оглядачка журналу New York Magazine Глорія Стайнем. Г'юз і Стайнем подружилися, і Г'юз заохочувала Стайнем почати публічно говорити з нею про жіночий рух. Удвох вони два роки подорожували країною з лекціями. Пізніше Г'юз закликала Стайнем заснувати культовий феміністичний журнал Ms.
Пітмен Г'юз організувала у Нью-Йорку перший притулок для жінок і стала співзасновницею Нью-Йоркського агентства з питань розвитку дітей, який став піонером у догляді за дітьми, зазначаючи, що «забагато жінок змушені залишати своїх дітей вдома, поки працюють, аби прогодувати свої сім'ї». Пітмен Г'юз також співзасновниця (у 1971) з Глорією Стайнем Альянсу жіночих дій — новаторського національного інформаційного центру, який спеціалізувався на несексексистській, міжрасовій освіті дітей. Активістки разом гастролювали, дискутуючи про расу, клас та гендер протягом 1970-х років.
Пітмен Г'юз була запрошеною викладачкою Колумбійського університету, викладала курс «Динаміка змін» у коледжі Нью-Рошель, також була запрошеною викладачкою у Сіті-коледжі на Манхеттені.
У 1992 році Пітмен Г'юз стала співзасновницею Товариства збереження історичної спадщини Чарльза Джанкшн у Джексонвіллі, штат Флорида, використовуючи колишню садибу Джанкшн для боротьби з бідністю шляхом садівництва та виробництва продуктів харчування.
У 1997 році Пітмен Г'юз стала першою афроамериканською жінкою, яка володіла центром канцелярських товарів Harlem Office Supply, Inc., і стала членкою Асоціації канцеляристів Нью-Йорка (SANY). У травні 1997 року Пітмен Г'юз почала пропонувати акції HOS за 1,00 доларів за акцію приватним особам, корпораціям, партнерствам та некомерційним організаціям, орієнтованим на афроамериканських дітей. Вона писала про свій досвід у «Прокинься і понюхай долари!» (2000), пропагуючи володіння малим бізнесом інших афроамериканців та афроамериканок як форму розширення прав і можливостей.
Пітмен Г'юз брала участь у Верхній зоні розширення можливостей Мангетену (UMEZ), федеральній програмі, започаткованій адміністрацією Клінтона у 1994 році, що передбачає 300 мільйонів доларів федеральних, державних і міських грошей для економічного розвитку Гарлему. Пітмен Г'юз була частиною дослідницької групи, яка створила Центр обслуговування бізнес-ресурсів та інвестицій (BRISC), який був зосереджений на розвитку малого, місцевого бізнесу в Гарлемі. Однак Пітман Г'юз згодом стала її критикинею. Ці програми привели в Гарлем великі компанії, такі як Old Navy та Disney, щоб створити робочі місця, але врешті-решт створили більшу конкуренцію для місцевих підприємств.
Пітман Г'юз і Стайнем знову виступили в 2008 році в коледжі Екерд, де вони разом відтворили позу з піднятим кулаком. Стайнем долучився до зусиль Pitman Hughes у громаді Нортсайд у Джексонвіллі, штат Флорида, по боротьбі з голодом за допомогою громадських садів, виступивши спікером і надавши фінансову підтримку.

## Відзнаки
Опра Вінфрі відзначила Пітмен Г'юз як одну з «Великих мам» Америки.

## У поп-культурі
Джанель Моне зіграла Пітмен Г'юз у фільмі Глорії 2020 року.

## Праці
- Life Is About Choices, Not Excuses: The Life of Ruther Youmans Tyson (2014) Jacksonville, Fla.: DPH Book Publishing ISBN 978-0985364113 (as editor)[14]
- I'm Just Saying, It looks Like Ethnic Cleansing: The Gentrification of Harlem (2012) Jacksonville, Fla.: DPH Book Publishing. ISBN 9780985364106
- Wake Up and Smell the Dollars! Whose Inner-City Is this Anyway!: One Woman's Struggle Against Sexism, Classism, Racism, Gentrification, and the Empowerment Zone (2000) Phoenix, AZ: Amber Books. ISBN 9780965506472